# Foreste pluviali di pianura di Nuova Britannia-Nuova Irlanda
Le foreste pluviali di pianura di Nuova Britannia-Nuova Irlanda sono un'ecoregione terrestre dell'ecozona australasiana, appartenente al bioma delle foreste pluviali di latifoglie tropicali e subtropicali (codice ecoregione: AA0111), che si estende per circa 35.200 km² nelle isole dell'arcipelago di Bismarck, al largo della costa orientale dell'isola della Nuova Guinea.
Lo stato di conservazione è considerato critico.
Questa ecoregione, insieme ad altre delle isole del Pacifico sud-occidentale, forma l'ecoregione globale denominata Foreste umide delle isole Salomone, Vanuatu e Bismarck, inclusa nella lista Global 200 del WWF.

## Territorio

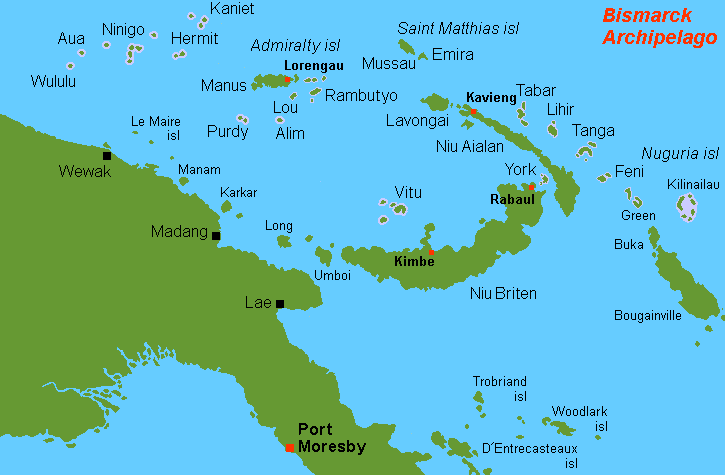
Carta dell'arcipelago di Bismark

L'ecoregione comprende le foreste pluviali di pianura situate al di sotto dei 1.000 metri di altitudine nella maggior parte delle isole dell'arcipelago di Bismarck, nella Papua Nuova Guinea (PNG).
Le foreste pluviali montane al di sopra dei 1.000 metri sono invece classificate nell'ecoregione distinta delle Foreste pluviali montane di Nuova Britannia-Nuova Irlanda (AA0112), mentre le foreste di pianura delle isole dell'Ammiragliato costituiscono una terza ecoregione, le Foreste pluviali di pianura delle isole dell'Ammiragliato (AA0101).
Nonostante la vicinanza dell'arcipelago di Bismarck alla Nuova Guinea e la presenza di piccole isole che suggeriscono l'esistenza di un antico collegamento terrestre, l'arco insulare non è mai stato fisicamente connesso alla terraferma. Le isole emersero nel tardo Miocene (circa 8-10 milioni di anni fa) in seguito a sollevamenti vulcanici, e molti vulcani risultano tuttora attivi, in particolare nella Nuova Britannia. I suoli sono prevalentemente vulcanici (acidi), ma si trovano anche estese aree calcaree: il calcare rappresenta circa il 30% del territorio della Nuova Britannia e quasi il 40% della Nuova Irlanda, costituendo l'intera metà settentrionale di quest'ultima.
L'ecoregione interessa le due isole principali dell'arcipelago di Bismark – Nuova Britannia e Nuova Irlanda – oltre a numerose isole minori, tra cui:
- Nuova Hannover;
- Selapiu;
- Isole San Mattia;
- Isola Dyaul;
- Isole Tabar;
- Isole Lihir;
- Isole Tanga;
- Isole Feni;
- Isole Green;
- Isole del Duca di York;
- Isole di Vitu;
- Isola Umboi;
- Tolokiwa;
- Long Island;
- Crown;
- Karkar;
- Manam;
- Bagabag.

Il clima dell'ecoregione è di tipo tropicale umido, ma con notevoli variazioni nelle precipitazioni medie annue, che vanno da circa 1.500 mm a oltre 6.000 mm a seconda della località e dell'orografia.

## Flora

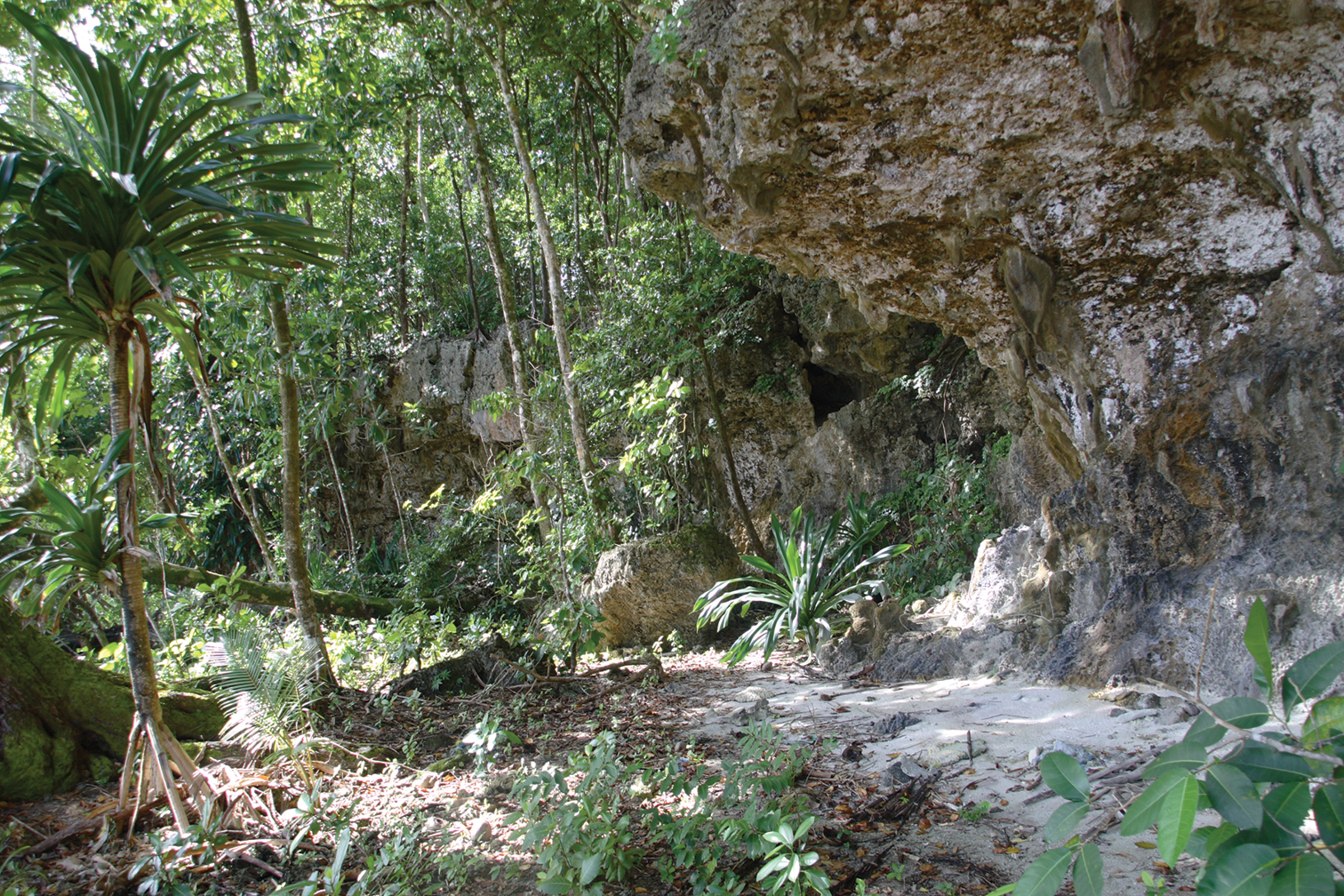
Vegetazione tipica delle zone carsiche costiere dell'isola di Mussau (Isole San Mattia), 2015

La diversità complessiva delle specie arboree in questa ecoregione non è particolarmente elevata se confrontata con quella della Nuova Guinea continentale.
I principali generi di alberi presenti nelle foreste pluviali di pianura comprendono Pometia (Sapindaceae), Octomeles (Datiscaceae), Alstonia (Apocynaceae), Campnosperma (Anacardiaceae), Canarium (Burseraceae), Dracontomelon (Anacardiaceae), Pterocymbium (Sterculiaceae), Crytocarya (Lauraceae), Intsia (Leguminosae), Ficus (Moraceae) e Terminalia (Combretaceae).
La vegetazione dell'arcipelago di Bismarck è interessante anche per l'assenza di alcune specie dominanti altrove. Ad esempio, Araucaria hunsteinii e Araucaria cunninghamii – conifere emergenti comuni nelle foreste di pianura della Nuova Guinea – sono assenti in quest'area. Inoltre, i dipterocarpi, che dominano gran parte delle foreste dell'Indonesia, sono scarsamente rappresentati: solo tre specie sono presenti in Nuova Guinea, e una sola è stata segnalata dalle Bismarck, sebbene mai adeguatamente documentata.
Nelle pianure si trovano anche altri tipi di foresta, tra cui foreste palustri d'acqua dolce e foreste di mangrovie. Le mangrovie presentano una composizione specializzata: nelle aree costiere predominano Avicennia e Sonneratia spp., mentre nelle zone più interne dominano Rhizophora, Bruguiera spp. e altre specie adattate all'ambiente salmastro.
Le foreste di paludi d'acqua dolce sono meno specializzate, ma includono specie caratteristiche come Campnosperma brevipetiolata, Terminalia brassii, la palma da sago (Metroxylon sagu) e diverse specie del genere Pandanus. Le foreste calcaree costiere della Nuova Irlanda meridionale e delle zone costiere e interne della Nuova Britannia sono dominate da Vitex cofassus (Verbenaceae).
Nella regione sono presenti diversi centri di diversità vegetale (CDP), alcuni dei quali includono porzioni di pianura:
- Lelet Plateau, nella catena Schleinitz, Nuova Irlanda;
- Namatanai meridionale, Nuova Irlanda;
- Hans Meyer Range, Nuova Irlanda,
- Willaumez Peninsula, Nuova Britannia;
- Whiteman Range, Nuova Britannia;
- Nakanai Mountains, Nuova Britannia.

## Fauna
A eccezione dell'elevato endemismo vegetale, l'ecoregione presenta una ricchezza faunistica e un endemismo piuttosto contenuti rispetto ad altre ecoregioni dell'Indo-Malesia.

### Mammiferi

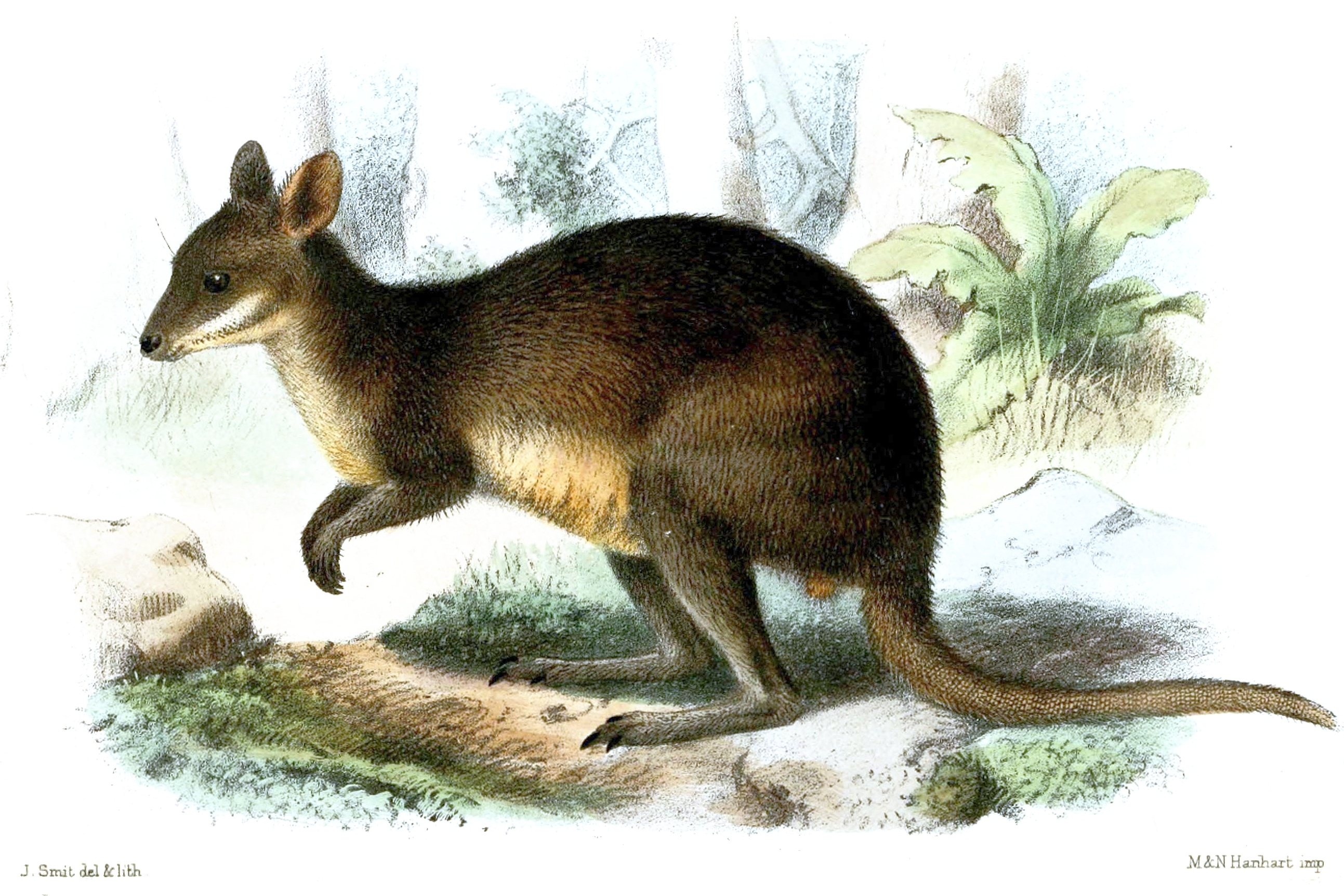
Thylogale browni, illustrazione di Joseph Smit, 1877

L'ecoregione ospita 47 specie di mammiferi, la maggior parte delle quali sono pipistrelli (36 specie) appartenenti a quattro famiglie:Pteropodidae, Emballonuridae, Rhinolophidae e Vespertilionidae. Seguono i roditori della famiglia Muridae. Nove specie sono considerate quasi endemiche dell'ecoregione, mentre nessuna risulta strettamente endemica. Diverse specie sono classificate come minacciate (vulnerabili o peggio) dalla IUCN, tra cui il pademelon di Brown (Thylogale browni), la volpe volante di Gilliard (Pteropus gilliardorum), il pipistrello dalle grandi orecchie (Emballonura dianae), il pipistrello dalle orecchie a tromba di Bismarck (Kerivoula myrella) e il ratto d'acqua della Nuova Britannia (Hydromys neobrittanicus).
Altre specie quasi endemiche includono:
- Dobsonia anderseni - pipistrello della frutta dal dorso nudo di Andersen;
- Dobsonia praedatrix - pipistrello della frutta dal dorso nudo della Nuova Britannia;
- Melonycteris melanops - pipistrello della frutta dal ventre nero;
- Nyctimene major - pipistrello della frutta dal naso a tubo;
- Pteropus admiralitatum - volpe volante dell'Ammiragliato;
- Emballonura serii - pipistrello dalla coda a guaina di Seri;
- Hydromys neobritannicus - ratto d'acqua della Nuova Britannia;
- Uromys neobritannicus - ratto gigante di Bismarck.

### Uccelli

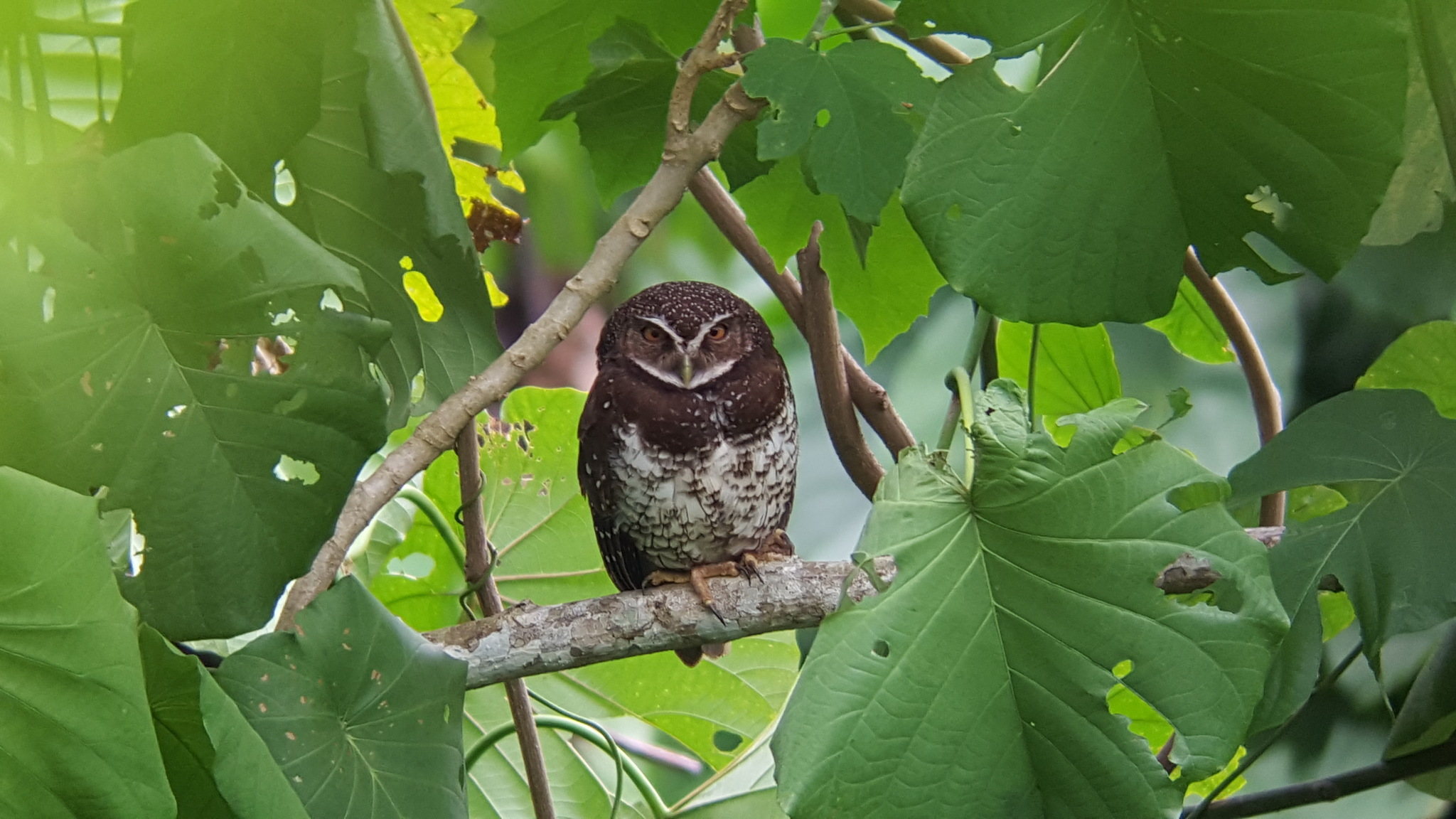
Ninox odiosa, Penisola Talasea, Nuova Britannia, 2019

L'ecoregione ospita 55 specie di uccelli, tra cui 19 specie endemiche e 36 quasi endemiche. Essa comprende l'Endemic Bird Area (EBA) delle isole San Mattia e le porzioni di pianura dell'EBA di Nuova Britannia e Nuova Irlanda.
Delle specie endemiche a raggio ristretto 2 sono esclusive delle isole San Mattia, 1 di Nuova Hannover, 1 delle isole Feni, 10 di Nuova Britannia, 5 di Nuova Irlanda e le restanti sono distribuite su più isole. Tre specie sono considerate minacciate dalla IUCN: lo sparviero della Nuova Britannia (Accipiter brachyurus), la colomba testachiara (Columba pallidiceps) e il barbagianni della Nuova Britannia (Tyto aurantia).
Altre specie endemiche o quasi endemiche includono:
- Henicopernis infuscatus - pecchiaiolo nero;
- Accipiter albogularis - astore bianco e nero;
- Accipiter luteoschistaceus - sparviero grigio-azzurro;
- Henicophaps foersteri - colomba alibronzate di Foerster;
- Cacatua ophthalmica - cacatua occhiblu;
- Loriculus tener - loricolo fronteverde;
- Ninox variegata - civetta sparviero delle Bismarck;
- Ninox odiosa - civetta sparviero della Nuova Britannia.

L'isola di Umboi, parte dell'ecoregione, è particolarmente rilevante per la presenza di otto specie di pipistrelli della frutta e per essere uno dei siti più importanti per gli uccelli acquatici delle Bismarck.

## Conservazione

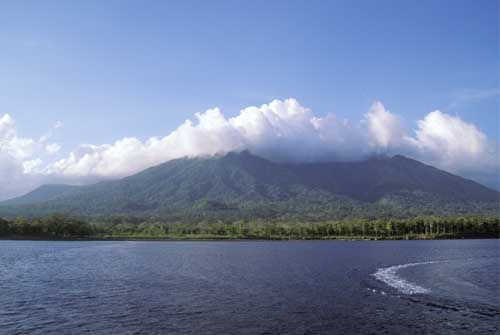
Long Island

L'ecoregione è stata ampiamente soggetta a deforestazione e conversione a piantagioni forestali, coltivazioni di copra e produzione di olio di palma. Le due province della Nuova Britannia (Orientale e Occidentale) figurano tra i principali produttori di olio di palma, copra e legname. Anche la provincia della Nuova Irlanda è un importante centro per la produzione di copra e legname. La Nuova Britannia Occidentale registra il più alto tasso di crescita demografica tra tutte le province della Papua Nuova Guinea, con un incremento annuo pari al 4,0%. Già nel 1993 si riteneva che le poche porzioni residue di foresta di pianura naturale lungo la costa settentrionale della Nuova Britannia fossero gravemente minacciate. Analogamente, indagini condotte nel 1994 prevedevano che, in assenza di efficaci misure di conservazione, l'intera foresta di pianura della Nuova Irlanda sarebbe stata sottoposta a disboscamento selettivo nell'arco di pochi anni. Sulle isole di San Mattia, la foresta primaria è pressoché scomparsa.
Lo stato di conservazione dell'ecoregione è considerato in pericolo critico.
Nella regione esistono diverse aree protette. Le principali sono:
- Area di gestione della fauna selvatica di Garu, nel distretto di Talasea, provincia della Nuova Britannia Occidentale;[7]
- Area di gestione della fauna selvatica di Pokili, nel distretto di Talasea, provincia della Nuova Britannia Occidentale;[8]
- Area di gestione della fauna selvatica di Ranba, sull'isola di Long Island, provincia di Madang;[9]
- Area di gestione della fauna selvatica di Bagiai, provincia di Madang;[10]
- Santuario della fauna selvatica di Crown Island, sull'isola omonima, provincia di Madang.[11]